# Harold L. Walters
Harold Laurence Walters (* 29. September 1918 in Gurdon, US-Bundesstaat Arkansas; † 22. Oktober 1984 in Hollywood, Florida) war ein US-amerikanischer Komponist. Er bediente sich auch des Pseudonyms Fred L. Frank.
Bereits mit acht Jahren begann er Kornett zu spielen und bekam seinen ersten Musikunterricht. Während seiner fünfjährigen Zugehörigkeit zur US Navy Band als Tubist und Arrangeur absolvierte er seine Musikstudien am College Conservatory of Music (CCM) der University of Cincinnati in Cincinnati, US-Bundesstaat Ohio, unter anderem bei Nadia Boulanger. Ferner studierte er an der American University in Washington D.C. sowie am Washington College of Music in Chestertown, US-Bundesstaat Maryland, an dem er 1943 promovierte.
Danach war er als Dirigent und Komponist an Theatern, beim Film und in diversen Orchestern tätig, u. a. bei dem bekannten Orchester von Sigmund Romberg in Washington (D.C.) und in New York. Seit 1947 war er mit dem Musikverlag Rubank Publishing Company als Komponist, Arrangeur und Herausgeber assoziiert.
Sein Œuvre umfasst rund 1500 Kompositionen und Arrangements sowie Lehrwerke. Es war vielseitig und komponierte in nahezu allen musikalischen Stilen.
Walters war Mitglied der American Society of Composers, Authors and Publishers (ASCAP). 1956 wählte man ihn zum Präsidenten der American Bandmasters Association und einige Jahre später bekam er ein Ehrendoktorat für Komposition am Washington College of Music.
Blasorchester und Orchester in der ganzen Welt hat er dirigiert. Und wenn man ihn fragte, was das alles für Orchester waren, dann antwortete er stets: "Das kleinste Orchester war eine Circus-Kapelle mit 9 Musikern und das größte Orchester bestand aus 12.800 Musikern an der Universität von Michigan".

## Werke

### Werke für Blasorchester (Auswahl)
- 1947 Badinage for Brasses
- 1949 Copa Cabana
- 1950 Deep River Rhapsody
- 1951 Dixieland Revel, Marsch
- 1951Latin American March
- 1952 A Hot Time in the Brasses Tonight!
- 1952 TV Suite
- 1953 The Christmas Suite
- 1953 King size
- 1954 La Mascarada
- 1955 American Folk Suite
- 1955 Viva Paulo!
- 1957 Leetonia Overture for Band
- 1957 Three Scenes
- 1961 Civil War Suite
- 1962 Spiritual Contrasts
- 1962 He's got the whole world
- 1962 I'm on my Way
- 1963 Hootenanny Folk Festival for Band
- 1964 Trumpet Filigree für Trompete und Blasorchester
- 1966 Jamaican Folk Suite
- 1967 Duty Honor, Country für Erzähler und Blasorchester
- 1970 Instant Concert
- 1971 Japanese Folk Suite
- 1972 Bands around the World
- 1975 Country and Western
- 1980 Suite Americana
- Brasses to the Fore, Marsch

### Pädagogische Werke
- Forty Fathoms Solo für Eb Tuba
- Concertante Solo für BBb Tuba